# S.C.F. Hooligans
De S.C.F (Sport Club Feyenoord) is de harde kern van de Nederlandse voetbalclub Feyenoord uit Rotterdam. De aanhang werd in de jaren 1990 geschat op ongeveer 250 man (vaak hooligans genoemd). Onderscheidingstekens zijn een tatoeage (de letters S.C.F op de arm of elders op het lichaam). De groep bestaat uit een mengelmoes van mannen uit verschillende achtergronden, zowel arbeiders als studenten en werkende vaders. Er worden vaak twee groepen onderscheiden: de 'oude' harde kern (actief vanaf de jaren 1970) en de 'nieuwe' harde kern (actief vanaf jaren 1990 en gewelddadiger), ook wel Feyenoord 3e generatie Rotterdam (FIIIR) genoemd.
Hierna stond nog een derde jongere nieuwe groep op, die jong is (tussen de 16 en 20 jaar), vaker harddrugs gebruikt en volgens leden van de 'oude' harde kern meer komt om te rellen dan om het voetbal. Zij worden als zeer agressieve groep niet tot de S.C.F gerekend, maar als aparte groep van 'ongrijpbare hooligans' gezien door de politie. Om zich hiervan te onderscheiden noemen S.C.F-hooligans zich soms ook wel 'Real S.C.F' naar analogie van de Real IRA. Overigens lijkt het onderscheid tussen de 'nieuwe' harde kern en de 'ongrijpbare hooligans' dun: bij beide groepen lijkt voetbal een ondergeschikte rol te spelen en gaat het vooral om het rellen.

## Geweld en samenstelling
Net als bij andere harde kernen vormt geweld een vast onderdeel van de SCF. Bij gevechten met rivaliserende harde kernen, zoals de Amsterdamse F-Side worden vaak slag- en steekwapens (bijvoorbeeld messen, knuppels en boksbeugels) meegedragen, maar vuurwapens worden afgekeurd. Van gevechten worden soms opnamen gemaakt door leden om thuis terug te kunnen zien. Binnen de groep geldt een zwijgplicht.
Binnen de S.C.F heerst een duidelijke hiërarchie. Nieuwkomers ('loopjongens') kunnen door het SCF worden 'gescout' of zichzelf aanmelden, waarbij jongens met kennissen binnen de S.C.F vaak makkelijker worden opgenomen. Alle nieuwkomers moeten zich bewijzen. Weglopen bij gevechten betekent bijvoorbeeld dat ze uit de groep worden gezet. Zijn ze eenmaal onderdeel van de S.C.F, dan is het vaak 'voor het leven', zoals ze het zelf omschrijven. Door kracht te tonen kunnen leden opklimmen tot een hogere status. De hoogste status hebben de 'kopstukken' of 'regelaars'.

## Geschiedenis
De eerste maal dat de groep (toen nog vaak gewoon 'Vak S' genoemd, naar de vaste staantribune in het stadion) breed in het nieuws kwam was tijdens de finale van de UEFA-cup in 1974 toen hooligans van Feyenoord en Tottenham Hotspur met elkaar op de vuist gingen, waarbij 200 gewonden vielen. In 1982 werd door een Feyenoord-hooligan een bom gegooid tijdens een wedstrijd tegen AZ. In 1983 volgde een rebound tussen Feyenoord en Tottenham Hotspur, die opnieuw breed werd verslagen door de pers, die beelden uitzond van een Feyenoord-hooligan die met een mes instak op een hooligan van Tottenham Hotspur. In de jaren 1980 werd veel vandalisme gepleegd (slopen van treinen en bussen), werden benzinestations en winkelcentra (in de stad van de tegenpartij) beroofd en werden veel vechtpartijen georganiseerd; met name met Ajacieden en de politie. De autoriteiten en de politie waren het echter zat en deden er alles aan om de groep te dwarsbomen, met succes: De groep viel uiteen.
Begin jaren 1990 stond een gewelddadigere nieuwe groep op, die volgens journalist Paul van Gageldonk door de UEFA werd bestempeld als de gewelddadigste harde kern van Europa. Deze groep was onder andere betrokken bij de 'Slag bij Beverwijk', waarbij door een of meer Feyenoord-hooligans F-Sider Carlo Picornie werd vermoord. Eerder, in 1991 was het eveneens een Feyenoord-hooligan die FC Twente-supporter Erik Lassche vermoordde; naar verluidt de eerste voetbaldode door geweld. De gewelddadige reputatie had zijn aantrekkingskracht op relgevoelige types die met voetbal weinig op hadden.

## Maatregelen tegen de S.C.F
De politie greep hard in na de moord en het openbaar ministerie poogde tevergeefs Feyenoord-hooligans te vervolgen wegens deelname aan een criminele organisatie; de rechter vond de bewijzen onvoldoende. Wel werden de leiders van de S.C.F toen constant geobserveerd door een speciale Feyenoord-unit van de Rotterdamse politie, die ook huisbezoeken aflegde bij S.C.F-hooligans en hen ook waarschuwde dat ze werden gevolgd. In de periode vanaf de jaren 1990 volgden verder diverse andere maatregelen als cameratoezicht, de invoering van de seizoenskaart met foto en de invoering van stadionverboden. Ook vanuit Feyenoord wordt gepoogd te voorkomen dat probleemjongeren op de hooligantour gaan, bijvoorbeeld door voetbaltoernooien te organiseren voor jongeren in Rijnmond. Omdat veel eerdere maatregelen echter maar deels tot resultaat leidden, is Feyenoord met Ajax overeengekomen om uitwedstrijden de komende jaren zonder supporters te spelen. In maart 2009 nam de Tweede Kamer verder de voetbalwet aan waarmee het voorbereiden van vechtpartijen strafbaar wordt. De wet geeft burgemeesters verder de bevoegdheid om overlast veroorzakende groepen een gebiedsverbod voor langere tijd en een contactverbod op te leggen, waarbij ook een meldingsplicht kan worden opgelegd. Door al deze maatregelen zijn er binnen Feyenoord de laatste tijd nog maar weinig rellen.